# Raids cosaques
Les raids cosaques se sont largement développés en réaction aux raids esclavagistes criméens et nogaïs en Europe de l'Est, lesquels ont débuté en 1441 et ont duré jusqu'en 1774. À partir de 1492, les Cosaques (les Cosaques zaporogues du sud de l'Ukraine et les Cosaques du Don du sud de la Russie) menèrent des offensives militaires régulières sur les terres du Khanat de Crimée, de la Horde de Nogaï et de l'Empire ottoman, où ils libérèrent les chrétiens réduits en esclavage avant de rentrer chez eux avec une quantité importante de butin et d'esclaves musulmans. Bien que difficile à calculer, on estime que le niveau de dévastation causé par les raids cosaques était à peu près comparable à celui des raids esclavagistes de leurs ennemis tatars. Selon l'Histoire de la Rus, les raids cosaques de l'époque de Sirko (en) étaient cent fois plus dévastateurs que les raids tatars.

## Contexte
Le premier raid des Cosaques zaporogues a été mené le 1er août 1492, expédition contre les Tatars (en). Durant cette période, les Cosaques étaient moins organisés, leurs rais s'apparentant plus à de la guérilla, avec des attaques alternées entre les Cosaques et les Tatars. Être cosaque à cette époque était « plus une occupation qu'un statut social », comme le décrit Mykhaïlo Hrouchevsky. Cela a changé pour la première fois dans les années 1580, lorsque les Cosaques ont commencé à acquérir un statut social plus élevé dans leurs États respectifs et se sont transformés en formations militaires régulières. À partir des années 1580 et pendant la première moitié du XVIIe siècle, les raids cosaques devinrent un problème majeur pour le Khanat de Crimée et l'Empire ottoman.
Les pillards cosaques réussissent à mener de nombreux raids grâce à leur adoption efficace des armes à poudre, ce qui leur a permis de rivaliser avec les pillards tatars et les Ottomans. Les Cosaques ont également fait un usage efficace des canons. Bien que les guerres ottomanes en Europe aient conduit à l'annexion de la quasi-totalité de l'Europe du Sud-Est, les Cosaques ne se sont pas laissés décourager et ont souvent été poussés à attaquer profondément à l'intérieur de l'Anatolie, visant également la capitale ottomane, Istanbul. Les raids maritimes des Cosaques zaporogues ne cessèrent qu'en 1648, avec le déclenchement du soulèvement de Khmelnytsky et la formation de l'Hetmanat cosaque ; mais les Cosaques du Don continuèrent leurs raids maritimes jusqu'aux années 1660/1670. Au XVIIIe siècle, les raids cosaques ont diminué en intensité, ne cessant complètement qu'en 1774 avec la fin des raids tatars en Europe de l'Est.

## Conflits et raids
Le conflit des Cosaques avec les Tatars et les Turcs s'est souvent déroulé en parallèle avec des actions militaires de l'État russe, bien que ces deux acteurs aient auparavant agit indépendamment l'un de l'autre au XVIe siècle. Les Cosaques préféraient une doctrine offensive, tandis que dans la plupart des cas, l’État russe se bornait à une doctrine défensive passive.

### Raids tatars
Au début du XVIe siècle, l'État russe renforce les rivières Oka et Ougra avec des fortifications et des troupes, mais ce sont les seules mesures défensives prises à l'époque. Le premier raid tatar sur la Russie a lieu entre 1500 et 1503. En 1503, les Tatars attaquent Tchernigov, ce dont les envoyés russes se plaignent au Khan. En 1527, les Tatars atteignent l'Oka et pillent Riazan. Entre 1580 et 1590, l'État russe construit des forteresses défensives le long d'une ligne sud de Belgorod, Voronej, et Lebedian. Cependant, entre 1607 et 1618, la Russie est affaiblie par des troubles internes. Les Tatars en profitent pour piller Bolkhov, Dankov, Lebedian... Presque toutes les villes touchéespar ces attaques étaient couvertes par la « ligne défensive », ce qui n'a pourtant pas empêché les Tatars de les attaquer.
En 1632, 20 000 Tatars ravagent Ielets, Karatchev, Livny, ainsi que d'autres villes. En 1633, une autre armée tatare forte de 20 000 hommes dévaste Aleksine, Kalouga, Kachira et d'autres villes le long de l'Oka. Même Moscou, qui se trouvait pourtant de l'autre côté d'Oka, est touchée. En 1635, l'État russe répond à ces attaques en construisant la « ligne de défense de Belgorod », qui s'étend sur 800 km, de la Vorskla jusqu'à la Tchelnova. La construction n'en a commencé qu'en 1646 et a duré plus de 10 ans. Le tsar Alexis a étendu la ligne défensive jusqu'à la frontière de la Crimée avec la Russie. Malgré ces mesures, les pillards tatars poursuivent leurs raids, enlevant 150 000 à 200 000 personnes dans la première moitié du XVIIe siècle. En outre, l’État russe était obligé de payer un tribut au khanat de Crimée chaque année, d'environ 26 000 roubles par an. Selon les estimations actuelles, ce montant aurait suffi à construire quatre nouvelles villes.

### Raids cosaques

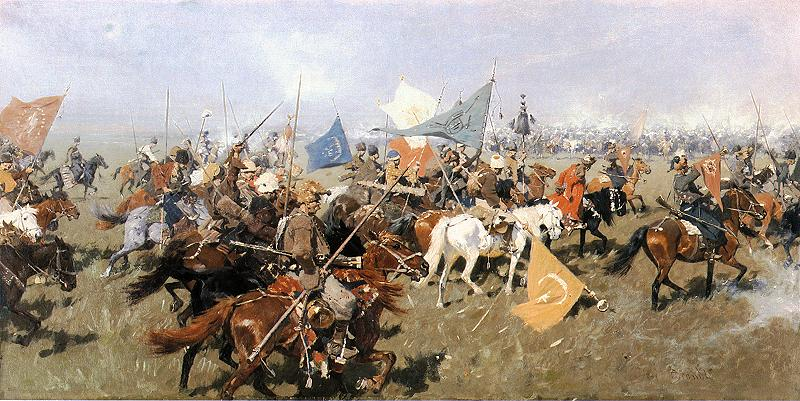
Les Cosaques reviennent de campagne avec des bannières tatares (peinture de Józef Brandt, 1894).

Les Cosaques lancèrent des raids sur terre et sur mer. La cavalerie cosaque s'attaquait souvent aux Tatars errants le long du nord de la mer Noire, tout en pillant les forteresses ottomanes sur le bas Dniepr, le Danube et en Crimée. En 1516, les Cosaques assiégèrent la forteresse ottomane d'Akkerman. En 1524, les Cosaques attaquèrent la Crimée pour la première fois. En 1545, les Cosaques attaquèrent Otchakov et pillèrent ses environs, capturant la délégation ottomane en chemin.
À partir du troisième quart du XVIe siècle, l'influence cosaque s'accroît dans la mer Noire. Les cosaques de l'ataman Foka Pokatilo pillent Akkerman. En 1575, l'ataman Bogdan lance une campagne en Crimée (en) en réponse aux attaques tatares sur les terres ukrainiennes. Bogdan lança plus tard des raids sur Kozlov, Trébizonde et Sinope. En 1587, les Cosaques dévastèrent à nouveau Kozlov et Akkerman. Les Ottomans ont répondu aux raids cosaques en établissant les forteresses d'Azov et d'Ochakov pour se défendre contre les raids cosaques. En réponse, les Ottomans font construire des forteresses à Kizil-Kermen, Tavan et Aslan, dans la région du Dniepr supérieur et du Don. Cependant, ces petites forteresses étaient inefficaces pour arrêter les pillards, les Cosaques apprenant à les contourner. Les régions d'Otchakov, de Tighina, d'Akkerman et d'Islam-Kermen sont attaquées par les cosaques zaporogues 4 à 5 fois par an. Selon Serhii Lepyavko, Les Zaporogues ont mené plus de 40 raids, saisissant en tout 100 000 têtes de bétail, 17 000 chevaux et 360 000 złotys au cours des années 1570-1580.

### Les États russes et les Cosaques
L'État russe a commencé à aider les Cosaques sous Ivan IV, en leur fournissant du matériel militaire. Malgré cela, la politique russe visant à apaiser le Khanat de Crimée ne s’est pas arrêtée. Cette politique n'eut aucun effet et les raids tatars continuèrent, car les Khans de Crimée n'étaient pas disposés à négocier, contrairement à leurs homologues polonais et suédois, également en conflit quasiment permanent contre les Russes. L’État russe ordonne bien à un moment aux Cosaques de cesser leurs raids contre les Tatars, en menaçant de couper leur soutien financier et militaire, mais les Cosaques ignorent ces ordres. En réponse, l'État russe met à exécution ses menaces, allant même jusqu'à imposer un embargo économique à la région de la Sitch et du Don.
À certains moments, l'État russe s'est même lancé dans des confrontations armées avec les Cosaques, afin d'apaiser le Khanat de Crimée et l'Empire ottoman. Au début de l'année 1630, l'État russe ordonna aux Cosaques du Don de cesser leurs raids contre les Tatars et les Turcs. Les Cosaques du Don désobéirent à ces ordres et étaient prêts à se révolter. Les Cosaques zaporogues avaient quant à eux des liens minimes avec l'État russe à cette époque, agissant de manière plus imprudente.

### Évaluation
L'inefficacité de la doctrine russe contre les raids tatars a été attribuée à une mauvaise stratégie, qui cherchait à apaiser les pillards et se limitait uniquement à des actions défensives, combinées à des défenses incapables d'arrêter les pillards ni de leur infliger de lourdes pertes. Les pillards tatars ne pouvaient être maîtrisés que par des actions offensives, qui n'étaient menées fréquemment que par les Cosaques. Les Cosaques ne limitaient pas leurs actions à la défense passive. Ils devinrent à la fois habitants et défenseurs des zones frontalières. Ils organisèrent des lignes de défenses efficaces pour repousser les attaques tatares et répondirent aux pertes infligées par les Tatars par des attaques de représailles. À cet égard, la doctrine cosaque s’est avérée plus efficace pour faire face aux raids tatars.

## Raids maritimes

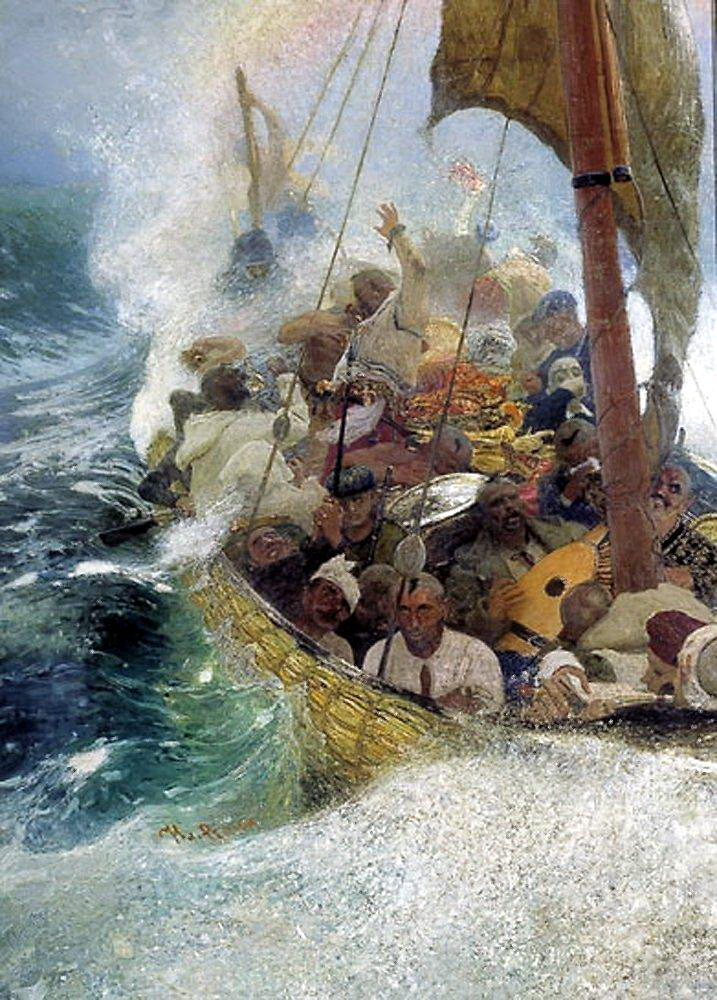
Des Cosaques de la mer Noire (peinture d'Ilya Repin de 1908).

La piraterie dans la mer Noire était rare, jusqu'à ce que les Cosaques commencent à mener des raids maritimes. Jusqu’au milieu du XVIe siècle, la supériorité ottomane en mer était incontestée. Cependant, la situation change avec les fréquents raids maritimes menés par les Cosaques après les années 1550. Les responsables ottomans considéraient le début des raids maritimes des Cosaques avec une grande inquiétude, comme une épidémie de banditisme dans la mer Noire. Cependant, les Cosaques étaient beaucoup plus organisés que de simples bandits. Ils étaient capables de s'adapter aux conditions difficiles des frontières et d'utiliser l'environnement à leur avantage, ce qui leur permettait de harceler un empire aussi grand que celui des Ottomans. De plus, la société cosaque attirait des groupes d'individus divers, allant des serfs en fuite aux mercenaires et aux dissidents des empires voisins, qui trouvaient leur pays des Champs Sauvages, sans gouvernement central, attrayant.
Pour les Cosaques, les raids maritimes avaient également une motivation économique. Les Cosaques ont développé une sorte de « culture de l'eau » en raison de leur situation géographique près des rivières. Ils développèrent notamment des bateaux appelés tchaïkas, qui ressemblaient étonnamment à des navires vikings améliorés. Les cosaques pouvaient mobiliser jusqu'à 300 tchaïkas pour une campagne, ce qui leur donnait une plus grande mobilité que les navires ottomans. 
L'ingénieur militaire français Vasseur de Beauplan a donné son récit de la navigation des Cosaques :

« ...Les Turcs sont généralement au courant de l'expédition et tiennent plusieurs galères prêtes à l'embouchure du Borysthène pour empêcher les Cosaques de prendre la mer. Cependant, les Cosaques, plus rusés, se faufilent par une nuit noire, proche de la nouvelle lune, se cachant dans les roseaux qui se trouvent à trois ou quatre lieues en amont du Borysthène, où les galères n'osent s'aventurer, y ayant subi de graves dommages par le passé. Les Turcs se contentent d'attendre à l'embouchure du fleuve, où ils sont toujours surpris. Cependant, les Cosaques ne peuvent passer si vite qu'ils ne soient pas vus, et l'alarme est alors donnée dans tout le pays, jusqu'à Constantinople. Le Grand Seigneur [le sultan ottoman] envoie des messagers tout le long des côtes... avertissant que les Cosaques ont pris la mer, afin que chacun soit sur ses gardes. Mais tout cela est vain, car les Cosaques choisissent si avantageusement leur temps et leur saison qu'en 36 ou 40 heures ils atteignent l'Anatolie. Ils débarquent, chacun portant son arme à feu, ne laissant que deux hommes et deux garçons de garde dans chaque bateau. Ils surprennent les villes, les capturent, les pillent et les incendient, s'aventurant parfois jusqu'à une lieue à l'intérieur des terres. Puis ils retournent aussitôt [à leurs bateaux] et s'embarquent avec leur butin, pour tenter leur chance ailleurs. »

### Impact des raids maritimes
La nécessité de contrer les raids maritimes des Cosaques, même imparfaitement, a obligé les Ottomans à retirer une partie importante de leurs forces navales de la mer Méditerranée, affaiblissant ainsi leur influence. Les raids maritimes des Cosaques ont également eu un impact économique, décourageant le commerce sur la côte ottomane en raison du risque d'attaques cosaques. Comme l'a noté l'explorateur Evliya Celebi, la population rurale de Sinope n'était pas disposée à s'engager dans l'agriculture, car elle pensait que ses récoltes seraient détruites lors des attaques des cosaques.
Sur le long terme, les raids cosaques ont démontré que l'Empire ottoman, qui avait conquis l'Europe du Sud-Est des siècles auparavant, n'était pas invincible et que son ère d'influence sur les affaires européennes touchait à sa fin. Les descriptions des chroniqueurs européens et ottomans des ravages causés par les raids maritimes des Cosaques ressemblaient à celles des attaques maritimes gothiques contre l'Empire byzantin au Ve siècle.

## Impact

### Khanat de Crimée et Horde nogaïe

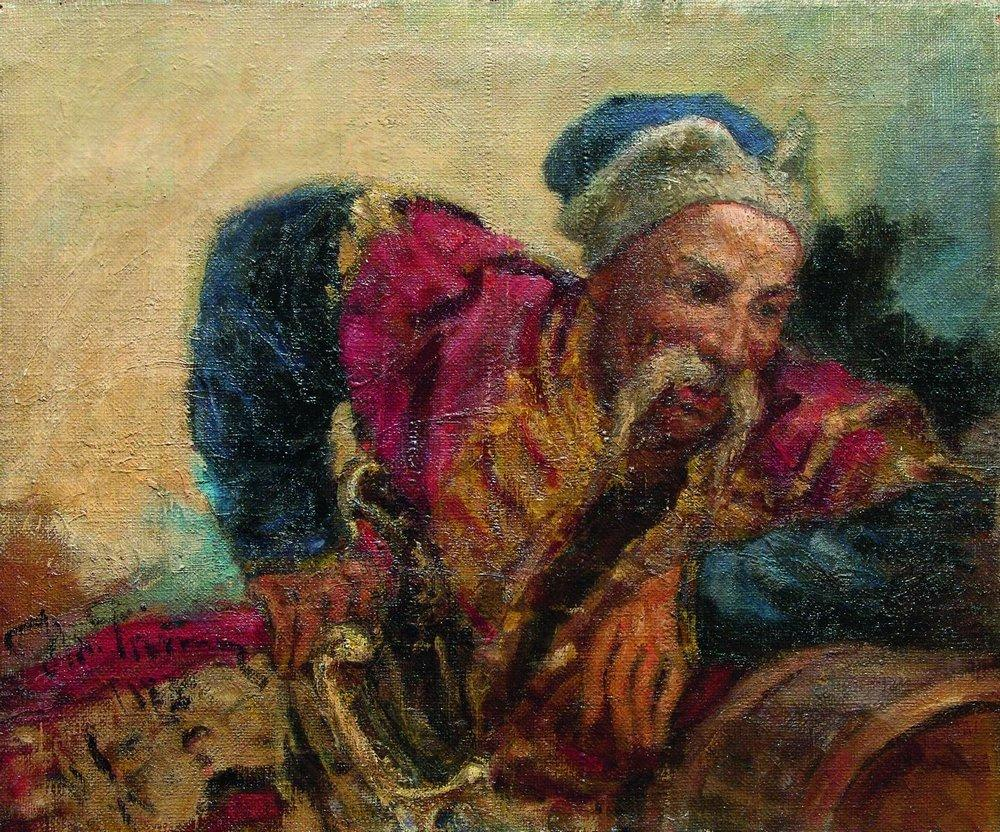
Ivan Sirko peint par Ilya Repin (encart du tableau Les Cosaques zaporogues écrivant une lettre au sultan de Turquie, de 1889).

Lors de son exploration de la Crimée, Evliya Çelebi a noté les signes d'un dépeuplement important de nombreuses villes et villages de Crimée, qu'il a attribué aux raids cosaques. En plus de la dévastation des terres tatares, les raids cosaques ont également eu un effet dissuasif sur les pillards tatars, limitant leur capacité à dévaster les terres ukrainiennes. Outre tous les effets démographiques, militaires et économiques, les raids cosaques ont également eu un effet psychologique sur la population tatare, en particulier à l'époque du chef cosaque Ivan Sirko. Le chroniqueur polonais Wespazjan Kochowski a noté l’attitude suivante des Tatars entourant Sirko en Crimée :

« Il était redoutable au sein de la Horde, car il avait l'expérience des campagnes militaires et était un brave cavalier, surpassant Dorochenko en cela. En Crimée, son nom inspirait une telle peur que la Horde montait la garde chaque jour et se tenait prête au combat, comme si Sirko avait déjà attaqué. Les Tatars le considéraient sérieusement comme un sheitan, et effrayaient même leurs enfants, lorsqu'ils pleuraient et ne parvenaient pas à se calmer, en disant : « Sirko arrive ! » Après ces mots, les pleurs cessaient aussitôt… »

### Dans l'Empire ottoman

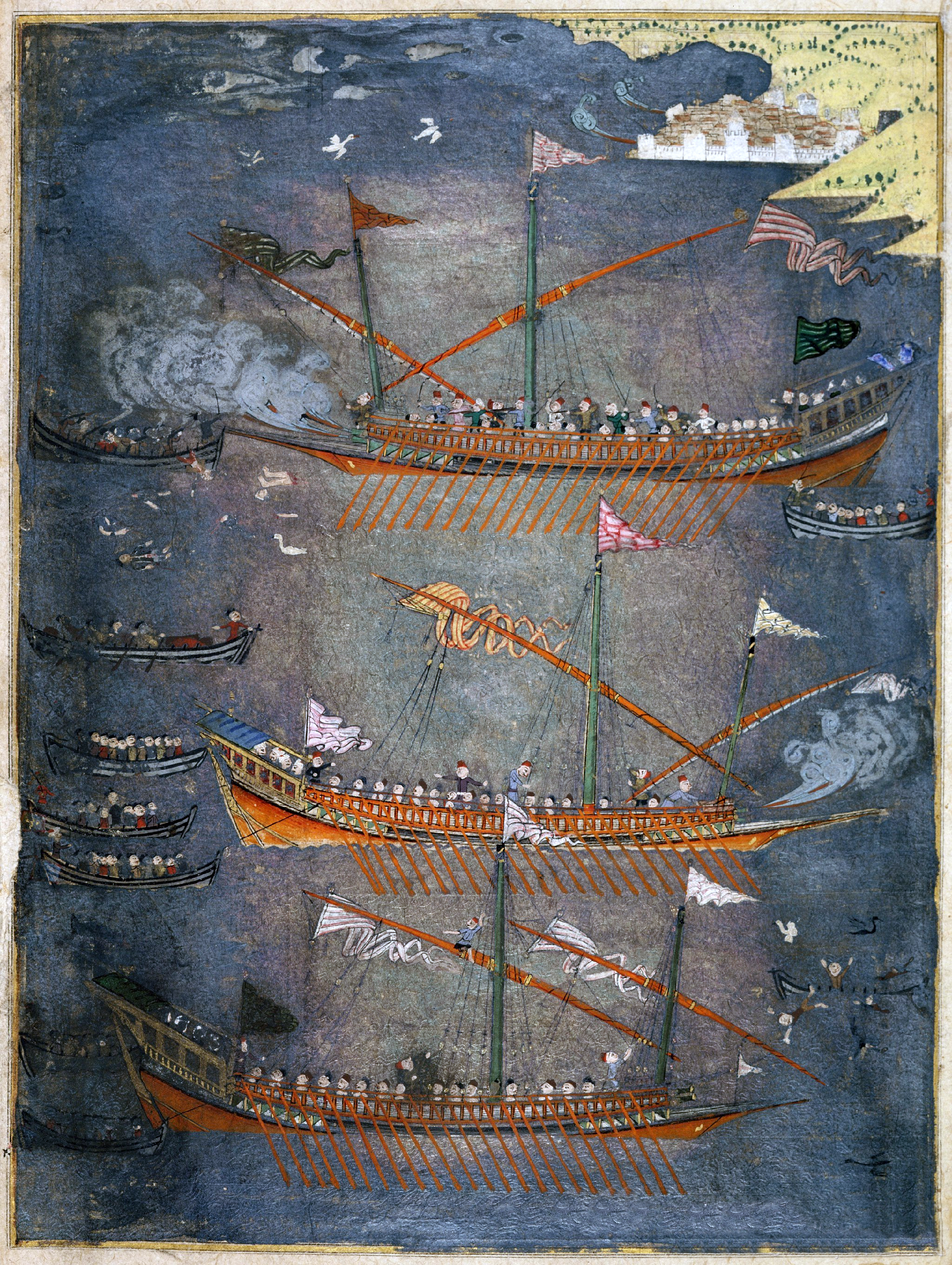
La flotte turque repousse l'attaque des Cosaques.

Les raids cosaques ont infligé des pertes économiques colossales à l'Empire ottoman, entraînant le déclin de sa puissance militaire,. Les raids zaporogues de 1672 à 1674 ont eu l’effet psychologique le plus marquant sur les Turcs. Le sultan aurait admis que penser aux Cosaques lui causait des difficultés à dormir la nuit.
En 1675, le sultan Mehmed IV exigea des cosaques zaporogues dirigés par Ivan Sirko de se soumettre à la domination ottomane, ce à quoi les Cosaques ont répondu par une lettre semi-légendaire pleine de blasphèmes et d'insultes, qui a inspiré le tableau Les Cosaques zaporogues écrivant une lettre au sultan de Turquie d'Ilya Repine.

### En Europe
Les cosaques zaporogues se sont révélés plus adaptables que leurs homologues tatars, leur popularité grandissant en Europe. Au XVIe siècle, Chevalier les commentait : « il n'y avait pas de guerrier mieux placé pour combattre un Tatar qu'un Zaporogue ». Les sultans ottomans envoyaient souvent des plaintes aux États voisins au sujet des attaques zaporogues, mais les dirigeants de ces États déclaraient n'avoir aucun lien avec eux. Le pape Clément VIII, les empereurs des Habsbourg et les rois de Pologne reconnaissaient leur efficacité dans la lutte contre les Ottomans et les recherchaient comme alliés. Le tsar Fédor Ier décrivit les Cosaques zaporogues à une délégation autrichienne comme : « de bons combattants, mais cruels et traîtres ».
Le missionnaire dominicain italien Emidio Portelli d'Ascoli souligne la brutalité des raids cosaques :

« Les Cosaques détruisent, pillent, brûlent, réduisent en esclavage, tuent ; souvent ils assiègent les villes fortifiées, les prennent d'assaut, les dévastent et les incendient. »

L'ingénieur militaire français Guillaume Levasseur de Beauplan exprime le même sentiment :

« Ce sont ces gens [les Cosaques] qui, souvent, presque chaque année, effectuent des raids sur la mer Noire, au grand dam des Turcs. Ils ont maintes fois pillé la Crimée, qui appartient aux Tatars, ravagé l'Anatolie, saccagé Trébizonde, et se sont même aventurés jusqu'à l'embouchure de la mer Noire, à trois lieues de Constantinople, où ils ont tout ravagé par le feu et l'épée, revenant chez eux avec un butin considérable et de nombreux esclaves, généralement de jeunes enfants, qu'ils gardent pour leur propre service ou qu'ils offrent en cadeau aux seigneurs de leur patrie. Aucun vieillard n'est détenu, à moins qu'il ne soit jugé assez riche pour racheter sa liberté contre rançon. »

## Liste (incomplète) des raids cosaques
Cette liste est dynamique en ce qu'elle évolue régulièrement et ne sera peut-être jamais complète. Vous pouvez la compléter en citant des sources fiables.
| Nom                                             | Date                          | Lieu                        | Auteurs                               | Résultat           | Remarques                                                           |  |
| ----------------------------------------------- | ----------------------------- | --------------------------- | ------------------------------------- | ------------------ | ------------------------------------------------------------------- |  |
| Raid sur Tiahynka                               | 1er août 1492                 | Tiahynka                    | Cosaques zaporogues                   | Victoire           | Premier raid zaporogue documenté                                    |  |
| Campagne de Crimée (1575)                       | Septembre 1575                | Crimée                      | Cosaques zaporogues · Cosaques du Don | Victoire           |                                                                     |  |
| Campagne moldave de Pidkova (1577)              | 11–29 novembre 1577           | Moldavie                    | Cosaques zaporogues                   | Victoire           |                                                                     |  |
| Campagnes moldaves (1593–1595)                  | 1593–1595                     | Moldavie                    | Cosaques zaporogues                   | Victoire           |                                                                     |  |
| Raid sur Kiliya                                 | 1602                          | Kiliya                      | Cosaques zaporogues                   | Victoire           |                                                                     |  |
| Raid sur Kiliya et Aq Kirmān                    | 1606                          | Kiliya et Aq Kirmān         | Cosaques zaporogues                   | Victoire           |                                                                     |  |
| Raid sur Otchakov                               | 1607                          | Otchakov                    | Cosaques zaporogues                   | Victoire           |                                                                     |  |
| Raid sur Kiliya, Izmaïl et Aq Kirmān            | 1609                          | Kiliya, Izmaïl et Aq Kirmān | Cosaques zaporogues                   | Victoire           |                                                                     |  |
| Raid sur l'Anatolie du Nord                     | 1613                          | Anatolie du Nord            | Cosaques zaporogues                   | Victoire           |                                                                     |  |
| Raid cosaque sur Sinope                         | 1614                          | Sinope                      | Cosaques zaporogues                   | Victoire           |                                                                     |  |
| Raid cosaque sur Istanbul (1615)                | 1615                          | Istanbul                    | Cosaques zaporogues                   | Victoire           |                                                                     |  |
| Bataille de Kaffa (1616)                        | 1616                          | Kaffa                       | Cosaques zaporogues                   | Victoire           |                                                                     |  |
| Raid sur l'Anatolie du Nord (1616)              | 1616                          | Anatolie du Nord            | Cosaques zaporogues                   | Victoire           |                                                                     |  |
| Raid sur Istanbul                               | 1617                          | Istanbul                    | Cosaques zaporogues                   | Victoire           |                                                                     |  |
| Raid cosaque sur Istanbul (1620)                | 1620                          | Istanbul                    | Cosaques zaporogues                   | Victoire           |                                                                     |  |
| Raid sur Varna                                  | 25 août 1620                  | Varna                       | Cosaques zaporogues                   | Victoire           |                                                                     |  |
| Raid sur Trébizonde                             | 1621                          | Trébizonde                  | Cosaques zaporogues                   | Défaite            |                                                                     |  |
| Raids cosaques sur Istanbul (1624)              | 9 juillet – 8 septembre 1624  | Istanbul                    | Cosaques zaporogues                   | Victoire           |                                                                     |  |
| Bataille de Karaharman (1625)                   | 1625                          | Karaharman                  | Cosaques zaporogues · Cosaques du Don | Défaite            |                                                                     |  |
| Raid sur Poti                                   | 1626                          | Poti                        | Cosaques zaporogues                   | Défaite            |                                                                     |  |
| Raid cosaque sur Istanbul (1629)                | 1629                          | Istanbul                    | Cosaques zaporogues                   | Victoire           |                                                                     |  |
| Bataille d'Otchakov (1630)                      | 1630                          | Otchakov                    | Cosaques zaporogues                   | Défaite            |                                                                     |  |
| Siège d'Azov (1637–1642)                        | 21 avril 1637 – 30 avril 1642 | Azov                        | Cosaques zaporogues · Cosaques du Don | Victoire militaire | Raid initial transformé en défense contre un siège ottoman de 5 ans |  |
| Raid sur Azov                                   | 1646                          | Azov                        | Cosaques du Don                       | Défaite            |                                                                     |  |
| Campagne de Crimée (1646)                       | 1646                          | Crimée                      | Cosaques zaporogues                   | Défaite            |                                                                     |  |
| Raid sur Sinope                                 | 1651                          | Sinope                      | Cosaques du Don                       | Victoire           |                                                                     |  |
| Raid cosaque sur Istanbul (1652)                | 1652                          | Istanbul                    | Cosaques du Don                       | Victoire           |                                                                     |  |
| Dévastation du sud de la Crimée                 | 1653                          | sud de Crimée               | Cosaques du Don                       | Victoire           | Ravages sur la côte sud, de Soudaq à Balaklava, durant 3 mois       |  |
| Raid sur Trébizonde                             | 1653                          | Trébizonde                  | Cosaques du Don                       | Victoire           |                                                                     |  |
| Blocus de Crimée (1655)                         | 6 juillet – 14 septembre 1655 | Crimée                      | Cosaques zaporogues · Cosaques du Don | Victoire           | Prise de la péninsule de Taman, terreur en Crimée pendant 2 mois    |  |
| Campagne Otchakov–Aslan (Raid sur Otchakov)     | 1660                          | Otchakov                    | Cosaques zaporogues                   | Victoire           |                                                                     |  |
| Campagne Otchakov–Aslan (Raid sur Aslan‑Kermen) | 1660                          | Aslan‑Kermen                | Cosaques zaporogues                   | Victoire           |                                                                     |  |
| Raid sur la Crimée                              | 1660                          | Crimée                      | Cosaques zaporogues                   | Victoire           |                                                                     |  |
| Siège de Perekop (1663)                         | 1663                          | Perekop                     | Cosaques zaporogues · Cosaques du Don | Victoire           |                                                                     |  |
| Campagne de Crimée (1667)                       | 1667                          | Crimée                      | Cosaques zaporogues                   | Victoire           |                                                                     |  |
| Campagnes de Crimée (1668)                      | octobre–novembre 1668         | Crimée                      | Cosaques zaporogues · Cosaques du Don | Victoire           |                                                                     |  |
| Siège d'Otchakov (1670)                         | 20 juin 1670                  | Otchakov                    | Cosaques zaporogues                   | Victoire           |                                                                     |  |
| Raid sur le Boudjak                             | mai 1673                      | Boudjak                     | Cosaques zaporogues                   | Victoire           |                                                                     |  |
| Raid sur Aq Kirmān                              | mai 1673                      | Aq Kirmān                   | Cosaques zaporogues                   | Victoire           |                                                                     |  |
| Raid sur Otchakov                               | mai 1673                      | Otchakov                    | Cosaques zaporogues                   | Victoire           |                                                                     |  |
| Raid sur Aslan‑Kermen                           | mai 1673                      | Aslan‑Kermen                | Cosaques zaporogues                   | Victoire           |                                                                     |  |
| Raid sur Izmaïl                                 | mai 1673                      | Izmaïl                      | Cosaques zaporogues                   | Victoire           |                                                                     |  |
| Raid sur la Crimée                              | mai 1673                      | Crimée                      | Cosaques zaporogues                   | Victoire           |                                                                     |  |
| Campagne de Crimée (1675)                       | 23–29 septembre 1675          | Crimée                      | Cosaques zaporogues · Cosaques du Don | Victoire           | Prise de Bakhtchyssaraï                                             |  |
| Raid sur la Crimée                              | 1679                          | Crimée                      | Cosaques zaporogues                   | Victoire           | Le chef Ivan Sirko met en déroute le khan Murad Giray               |  |
| Campagnes de Crimée (1687–1689)                 | 1687                          | Crimée                      | Cosaques zaporogues                   | Défaite            |                                                                     |  |
| Campagnes de Crimée (1687–1689)                 | 1689                          | Crimée                      | Cosaques zaporogues                   | Défaite            |                                                                     |  |
| Campagne de Crimée (1711)                       | 1711                          | Crimée                      | Cosaques zaporogues                   | Défaite            |                                                                     |  |
| Campagne de Crimée (1737)                       | 1737                          | Crimée                      | Cosaques zaporogues · Cosaques du Don | Victoire           |                                                                     |  |
| Raid sur Balta                                  | 1768                          | Balta                       | Cosaques zaporogues                   | Victoire           | Prélude à la Guerre russo-turque de 1768-1774                       |  |
| Raid sur Dubăsari                               | 1768                          | Dubăsari                    | Cosaques zaporogues                   | Victoire           |                                                                     |  |